# Podium – Literaturkreis Schloss Neulengbach
Podium – Literaturkreis Schloss Neulengbach ist eine Österreichische Schriftstellervereinigung mit rund 200 Mitgliedern. Gegründet wurde sie 1970 von Wilhelm Szabo, Alfred Gesswein, Alois Vogel und Ilse Tielsch auf Schloss Neulengbach in Niederösterreich. 2019 erhielt der Literaturkreis Podium den Würdigungspreis des Lands NÖ beim Niederösterreichischen Kulturpreis in der Sparte Literaturinitiativen.

## Vereinsvorsitzende
- Wilhelm Szabo 1970–
- Alois Vogel  –1992
- Marianne Gruber 1992–1994
- Manfred Chobot 1995–2005
- Nils Jensen 2005–